# Sax Machine (album)
Sax Machine è un album strumentale di jazz di Andrea Poltronieri, registrato in studio e pubblicato nel 1998 dalla Crotalo/New LM Records. Sono presenti solo brani eseguiti con il sassofono.

## Tracce
| #  | Titolo della canzone | Titolo della canzone originale | Artista della canzone originale | Durata | Particolarità |
| -- | -------------------- | ------------------------------ | ------------------------------- | ------ | ------------- |
| 1. | Wipe out             |                                |                                 |        | strumentale   |
| 2. | Sax Machine          |                                |                                 |        | strumentale   |
| 3. | Paparapapara         |                                |                                 |        | strumentale   |
| 4. | Gilda                |                                |                                 | 5:08   | strumentale   |